# Labisia acuta
Labisia acuta är en viveväxtart som beskrevs av Ridley. Labisia acuta ingår i släktet Labisia och familjen viveväxter. Inga underarter finns listade i Catalogue of Life.